# Melrose Park (Illinois)
Melrose Park és una població dels Estats Units a l'estat d'Illinois. Segons el cens del 2000 tenia 23.171 habitants.

## Demografia
Segons el cens del 2000, Melrose Park tenia 23.171 habitants, 7.631 habitatges, i 5.448 famílies. La densitat de població era de 2.110 habitants/km².
Dels 7.631 habitatges en un 37,5% hi vivien nens de menys de 18 anys, en un 51,8% hi vivien parelles casades, en un 12,7% dones solteres, i en un 28,6% no eren unitats familiars. En el 24,1% dels habitatges hi vivien persones soles el 9,5% de les quals corresponia a persones de 65 anys o més que vivien soles. El nombre mitjà de persones vivint en cada habitatge era de 3,03 i el nombre mitjà de persones que vivien en cada família era de 3,61.
Per edats la població es repartia de la següent manera: un 27,4% tenia menys de 18 anys, un 11,6% entre 18 i 24, un 32,6% entre 25 i 44, un 17,5% de 45 a 60 i un 10,9% 65 anys o més.
L'edat mediana era de 31 anys. Per cada 100 dones de 18 o més anys hi havia 99,3 homes.
La renda mediana per habitatge era de 40.689 $ i la renda mediana per família de 46.963 $. Els homes tenien una renda mediana de 31.353 $ mentre que les dones 24.961 $. La renda per capita de la població era de 16.206 $. Aproximadament el 8,7% de les famílies i el 10,2% de la població estaven per davall del llindar de pobresa.

## Poblacions properes
El següent diagrama mostra les poblacions més properes.